# Cratere Melo
Melo è un cratere sulla superficie di Rea.